# Jean-Luc Laurent
Pour les articles homonymes, voir Laurent (patronyme).
Jean-Luc Laurent, né le 23 juin 1957 à Paris 14e et mort le 11 janvier 2024 au Plessis-Robinson (Hauts-de-Seine) est un homme politique français.
Il est maire du Kremlin-Bicêtre de 1995 à 2016, et de 2020 à son décès. De sensibilité socialiste et souverainiste, il est premier secrétaire national du Mouvement républicain et citoyen (MRC) en 2003, puis en prend la présidence en 2010.

## Parcours politique
Jean-Luc Laurent est membre du Parti socialiste entre 1977 et 1993. Il rejoint le Centre d’études, de recherches et d’éducation socialiste (CERES), le courant mené par Jean-Pierre Chevènement, qui devient « Socialisme et république » en 1986.
Il participe à la création du Mouvement des citoyens en avril 1993 — dont il a été secrétaire général — puis il devient premier secrétaire national du Mouvement républicain et citoyen (MRC) de sa fondation, le 26 janvier 2003, au 27 novembre 2004. Au congrès du Kremlin-Bicêtre en juin 2008, il exerce la fonction de secrétaire national chargé de l'organisation et de la coordination du parti. Le 27 juin 2010, il est élu président du MRC avec 91,7 % des voix et succède ainsi au sénateur Jean-Pierre Chevènement.
Élu d'opposition au Kremlin-Bicêtre en 1983, il devient maire en 1995, est réélu en 2001, en 2008, dès le premier tour, avec près de 58 % des voix puis en 2014. Il annonce en janvier 2016 sa démission du mandat de maire, au bénéfice de son premier adjoint Jean-Marc Nicolle,, habitant comme lui « depuis toujours » la ville.
Élu conseiller régional en 1986, il participe à la victoire de la gauche en 1998 en Île-de-France et exerce la fonction de délégué spécial au Grand Paris après avoir été vice-président chargé du Logement, du Renouvellement urbain et de l'Action foncière. Il préside également l'EPF d'Île-de-France depuis sa création jusqu'en juillet 2012,.
Candidat aux élections législatives de juin 2012 dans la dixième circonscription du Val-de-Marne, Jean-Luc Laurent devance au premier tour le dernier député communiste du département, Pierre Gosnat. En réunissant 10 810 voix, il est qualifié pour le second tour avec 33,33 % des voix. Son adversaire annonce le lendemain son désistement le laissant seul candidat le 17 juin, les autres candidats n'ayant pas franchi la barre des 12,5 % d'inscrits au premier tour. De ce fait, il est élu député dans la 10e circonscription du Val-de-Marne. Il déclare le jour de sa victoire qu'il démissionnera de son poste de délégué spécial auprès du président sur le Grand Paris et sur la métropole francilienne à la suite du cumul des mandats. Sa démission est officialisée le 12 juillet 2012, lors de la commission permanente du conseil régional d'Île-de-France.
Maire du Kremlin-Bicêtre depuis 1995, Jean-Luc Laurent démissionne de son mandat de maire le 7 janvier 2016. Le conseil municipal élit son premier adjoint, Jean-Marc Nicolle, pour lui succéder. Député, il reste néanmoins conseiller municipal et conseiller de territoire.
Candidat à sa réélection aux élections législatives de 2017, il est battu dès le premier tour avec 12,58 % des suffrages exprimés (4e position). Mathilde Panot, candidate de La France insoumise (LFI), lui succède. Il rejoint ensuite la Gauche républicaine et socialiste, une scission du Parti socialiste proche de LFI.
Tête de liste aux élections municipales de 2020, il est réélu maire du Kremlin-Bicêtre après que sa liste a obtenu 34,2 % des voix au second tour, dans le cadre d'une triangulaire.
Il meurt le 11 janvier 2024 à l’hôpital Marie-Lannelongue du Plessis-Robinson d'un arrêt cardiaque, après avoir été frappé par un premier infarctus le 21 décembre 2023,.

## Mandats et fonctions

### Passés
- 18 juin 1995 - 7 janvier 2016 : maire du Kremlin-Bicêtre
- 26 janvier 2003 - 27 novembre 2004 : 1er Premier secrétaire du Mouvement républicain et citoyen
- 28 mars 2004 - 21 mars 2010 : 9e vice-président de la région Île-de-France, chargé du logement et de l’action foncière
- 21 mars 2010 - 12 juillet 2012 : délégué spécial auprès du président de la région Île-de-France sur le Grand Paris et sur la métropole francilienne. Représentant du président à Paris Métropole
- Président du conseil d'administration de l'Établissement public foncier d'Île-de-France (EPFIF) de 2007 à 2012[6]
- 4 avril 2011 -  31 décembre 2015 : 10e vice-président, délégué à l'aménagement du territoire à la Communauté d'agglomération de Val de Bièvre
- 20 juin 2012 – 20 juin 2017 : député de la 10e circonscription du Val-de-Marne

### Au moment de son décès
- 4 juillet 2020 - 11 janvier 2024 : maire du Kremlin-Bicêtre
- 12 janvier 2016 - 11 janvier 2024 : vice-président du conseil de territoire de l'Établissement public territorial T12
- 27 juin 2010 - 11 janvier 2024 : président du Mouvement républicain et citoyen.